# Джон Колеман
Джон Колеман (англ. John Coleman; 15.10.1935, Манчестер, Англія) — відомий американський публіцист і колишній співробітник британських спецслужб. У 1969 році переїхав із Великої Британії до США, де зараз проживає у штаті Невада (Nevada).
Він є автором понад 10 книг на конспірологічну тематику, найвідомішою з яких є «Ієрархія змовників: історія Комітету трьохсот». У цій праці колишній агент британської спецслужби Джон Колеман розповідає про глобальну групу правління ― так званий «Комітет 300», що визначає геополітичні процеси з кінця ХІХ-го століття. В основі цієї розповіді покладено окупаційну діяльність світових імперців у США та інших країнах світу, їх підступність та цинізм щодо людства загалом, і деякі методи їхніх інституцій та корпорацій.
Автор досить аргументовано, хоча й побіжно, висвітлив особливості змовницької закуліси, спираючись на власний досвід у розвідувальній службі й особисте бачення подій та явищ у світі.
Наприкінці 2017 року вийшла україномовна версія цієї книжки.

## Книги
- The Committee of 300
- We Fight For Oil: A History of U.S. Petroleum Wars
- One World Order: Socialist Dictatorship
- The Rothschild Dynasty
- The Tavistock Institute Of Human Relations: Shaping the Moral, Spiritual, Cultural, Political, and Economic Decline of The United States of America
- Diplomacy By Deception
- Beyond the Conspiracy. Unmasking the Invisible World Government, the Committee of 300
- What You Should Know About the United States Constitution and the Bill of Rights
- The Club of Rome
- Illuminati In America 1776—2008
- Nuclear Power: Anathema to the New World Order